# River Mersey
Der Mersey [ˈmɜ:zi] ist ein Zufluss der Irischen See in Nordwest-England. Der Name stammt aus dem Angelsächsischen und bedeutet so viel wie Grenzfluss.

## Flusslauf
Der Mersey entsteht aus drei Flüssen: Etherow, Goyt und Tame, sie werden nahe Stockport, Greater Manchester, zum Mersey. In der Nähe von Flixton fließt der Irwell in den Mersey. Dieser fließt dann durch Stockport, Didsbury, Stretford, Urmston, Flixton, Cadishead, Hollins Green, Warburton, Rixton, Woolston, Warrington, Great Sankey, Moore, Norton, Widnes und Runcorn. Nach der Mündung des Irwell in den Mersey vereinigt sich dieser bis Warrington mit dem Manchester Ship Canal. In Runcorn mündet der Weaver in den Fluss, welcher sich hier in einen Ästuar erweitert und an Liverpool und Birkenhead vorbei in die Liverpool Bay an der Irischen See fließt. Bis dahin hat der Mersey eine Strecke von 112 Kilometer zurückgelegt.

## Bekanntheit
Der Fluss wird gern mit Liverpool in Verbindung gebracht. Dies hat sich auch musikalisch in Songs wie Ferry Cross the Mersey von Gerry and the Pacemakers oder im Begriff des Mersey Sound der 1960er Jahre niedergeschlagen, die ihm internationale Bekanntheit verschafft haben. Das County Merseyside ist nach dem Fluss benannt. Das Fußballderby, das zwischen den Liverpooler Clubs FC Everton und dem FC Liverpool ausgespielt wird, wird als Merseyside Derby bezeichnet.